# 小柴垣草紙
『小柴垣草紙』（こしばがきぞうし）は、春画の絵巻物である。「小柴垣草子」「野宮草紙」とも称され、また後述する長文系統の話末に独自の宗教観に基づく評釈があることから、宗教的な極意伝授を意味する『灌頂巻』と呼ばれることもある。原本は平安時代末期に描かれたと推測されるが、現在残っているのは江戸時代の模本や写本である。他にも古春画絵巻は、後世の模写によって何点か残っているが、その中でも『小柴垣草紙』は、官能的な物語を流麗な筆致の詞書と濃密な愛欲描写の挿絵によって描き、日本の古春画最高傑作とみなされている。

## 概要
寛和2年（986年）花山朝の斎宮済子女王が、天皇の名代として伊勢神宮に奉仕するため洛西嵯峨野の野々宮で潔斎していた折、美男の滝口武者平致光を誘惑し密通したとの噂が流れ、ついには済子の伊勢行きが取りやめになったという、『十訓抄』第五にある物語に基づく秘戯図である。
伝写本は数多いといわれ、さまざまな異本があるが、原本はおそらく12段前後の詞書と挿絵から成っていたと推測される。画は藤原信実筆、詞は藤原為家筆とも、奥書より画は住吉慶恩（13世紀初頭の絵師。住吉派の祖とされる）筆、詞は後白河天皇または久我通具筆ともいい、ほかに豊後法橋画というもの、土佐光則画というものなどがある。しかし、あからさまに性愛を扱う内容のため、公開される機会は極めて少ない。
伝承としてこの絵巻物は、承安元年（1171年）高倉天皇に嫁いだ平清盛の娘平徳子に対して、彼女の叔母にあたり後白河天皇の女御だった平滋子が贈ったとする説がある。後白河天皇が、絵巻物好きで好色な人物であったことを考えると、小柴垣草紙も後白河の意向で制作された可能性が高い。

## 伝本一覧
『小柴垣草紙』は詞書の長短で二種類に分類できる。一つは斎宮と平致光の一夜の逢瀬を濃密な性表現によって描写した後、この密通が発覚して斎宮群行が取りやめられた結末で終わる短い内容の伝本群。もう一つは前者の内容に加えて、逢瀬の後に再会し、噂を耳にした女房も加わり、最後は性行為の有り難さについて宗教的言説を用いて解説した、やや長い内容を持った伝本類である。順序としては、まず短文系統が成立し、次いでこれを増補する形で長文系統が現れたと見られる。

### 短文系統
- 東京国立博物館蔵 『小柴垣草紙』 一軸
- 個人蔵 『小柴垣草紙』 一軸
- 無窮会神習文庫蔵 『小柴垣草紙』 一冊（合冊）
- 宮内庁書陵部 「春画」（『片玉集』393のうち）一冊
- 早稲田大学図書館蔵 「野宮草紙一名小柴垣」（『絵巻物五種』のうち）一冊
- 実践女子大学図書館蔵 「野宮草紙」一冊（長谷雄物語などと合冊）
- 所蔵未詳 『小柴垣草紙』 一軸

### 長文系統
- 蓬左文庫蔵 『灌頂巻』（『続学舎叢書』55のうち）一冊
- 京都大学図書館平松文庫 『灌頂絵巻』一冊
- 東京大学図書館鴎外文庫 『灌頂巻詞書』一冊
- 東京国立博物館蔵 『灌頂巻絵詞』一軸
- 個人蔵 『小柴垣草紙』一軸
- 所蔵未詳 『源氏灌頂巻』一軸
- 所蔵未詳 『小柴垣草紙』一軸

### 系統不明
- 出光美術館蔵 『小柴垣草紙絵巻』一軸

## 参考資料
- 福田和彦編著 『艶色浮世絵全集第一巻 肉筆絵巻撰[壱]』 河出書房新社、1995年 ISBN 4-309-71281-9
- 林美一、リチャード・レイン 『定本・浮世絵春画名品集成17 小柴垣草子』 河出書房新社、1997年 ISBN 978-4-309-91027-7
- 白倉敬彦 『肉筆春画』 平凡社〈別冊太陽〉、2009年 ISBN 978-4-582-94523-2
- 井黒佳穂子 「『小柴垣草紙』の変遷」『浮世絵芸術』163号所収、2012年